# Egyetemes irodalomtörténet (Hamvas)
Az Egyetemes irodalomtörténet Hamvas József 3 kötetes, általános áttekintése a világ irodalmáról.

## Jellemzői

### Az I. kiadás
A három kötetes munka 1899-ben látott napvilágot a Tudományos Zsebkönyvtár című sorozatban Az egyetemes irodalomtörténet áttekintése címmel, annak 18-20. részeként. Szerzője Hamvas József (1871–1948), evangélikus lelkészi végzettséggel rendelkező tanár, Hamvas Béla filozófus édesapja volt. Az író célja művével a következő volt:
„Az egyetemes irodalomtörténet e vázlata útmutató, segítő könyvnek készült azok számára, kik nem elégesznek meg rendszertelen, lexikonszerű ismeretekkel, de nagyobb rendszeres munkát nem olvashatnak.”
A 3 kötetből („füzetből”) álló alkotás 248 oldalon tekinti át a szépirodalom (és néhol a tudományos irodalom) fejlődését a kezdetektől a 19. század végéig. A mű erősen nyugati világ (Európa és Észak-Amerika) centrikus, egyéb kultúrák irodalmáról csak említés szintjén beszél (Egyiptom, Kína, India, arab-perzsa világ, héber irodalom), vagy még úgy sem. Az első kötet az ókor, a középkor, és a korai újkor irodalmát foglalja össze 5 részben (Kelet, Görögország és Róma, A középkor, Az újkor kezdete, A reformáció kora). A második kötet az 1600-as évektől folytatja az európai irodalom ismertetését 4 részben (Az akademizmus kora, A klasszicizmus kora, A felvilágosodás kora, A megujhodás kora). A 3., befejező kötet 2 részben a 19. század irodalmát tárgyalja (A romanticizmus kora, A legújabb kor). Az egyes kötetek a magyar irodalmi mozzanatokra is kitérnek.
A könyv erősen pozitivista szellemű: az adatokra helyezi a hangsúlyt, és inkább több szerzőt említ meg kevesebb értékeléssel, elemzéssel. Ezzel egyébként szervesen illeszkedik a  Tudományos Zsebkönyvtár sorozat többi kötete közé.

### A II. kiadás
1916 és 1928 között Gálos Rezső átdolgozásában ismét megjelent (Egyetemes irodalomtörténet főbb vonásokban). Gálos több dolgot lerövidített, jelentéktelenebb írókat elhagyott az első kiadáshoz képest. Az 1. kötet új kiadásának Előszavában utal arra, hogy bár a 3. kötetben Hamvashoz hasonlóan a XIX. századi írókat fogja tárgyalni, a „Legújabb kor” (feltehetően a XIX. század vége, illetve a XX. század eleje) írói számára egy 4., új kötetet akart készíteni. Ez az Előszó 1917-ben íródott, de a 3. kötet 2. kiadása csak 1928-ban tudott megjelenni. Ebben végül szerepeltek az újabb időszak – Gálos megfogalmazásában „A naturalizmus kora” – írói is, és nem készült számukra külön 4. kötet.

## Forrásai
A szerző a következőt műveket használta könyvéhez forrásul:
- Hart: A világirodalom története;
- Leixner: A világirodalom története;
- Scherr János: A világirodalom története;
- Jakob Achilles Mähly: Geschichte der antiken Litteratur;
- Adolf Stern: Geschichte der neueren Litteratur;
- Richard Wülker: Geschichte der Englischen Litteratur;
- Désiré Nisard: A francia irodalomtörténete;
- Heinrich Gusztáv: A német irodalom története;
- Vogt-Koch: Geschichte der deutschen Litteratur;
- Radó  Antal: Az olasz irodalom története;
- Az Athenaeum kézikönyvtárából sorozatból:
  - Jebb R. C. A görög irodalom története
  - Sime James. Német irodalom története.
  - Symonds John Addington és Bartoli Adolfo. Az olasz nép és irodalom története.
  - Wilkins A. S. A római irodalom története.
  - Saintsbury György. A francia irodalom története.
- A „Sammlung Göschen”-ből: 
  - Weiser angol irodalomtörténete;
  - Joachim római irodalomtörténete;
  - Koch német irodalomtörténete.

## Elektronikus kiadás
Az első kiadás kötetei a REAL-EOD honlapról ingyenesen letölthetők.

## Kötetbeosztás

### I. kiadás (Az egyetemes irodalomtörténet áttekintése)
| Kötetszám  | Kötetcím                                  | Kiadási év | Oldalszám | Elektronikus elérhetőség |
| ---------- | ----------------------------------------- | ---------- | --------- | ------------------------ |
| I. kötet   | A legrégibb időktől az akademizmus koráig | 1899       | 80 o.     |                          |
| II. kötet  | Az akademizmustól a romanticizmusig       | 1899       | 80 o.     |                          |
| III. kötet | A romanticizmustól a jelenkorig           | 1900       | 80 o.     |                          |

### II. kiadás (Egyetemes irodalomtörténet főbb vonásokban)
| Kötetszám  | Kötetcím | Kiadási év | Oldalszám | Elektronikus elérhetőség |
| ---------- | -------- | ---------- | --------- | ------------------------ |
| I. kötet   | [nincs]  | 1917       | 86 o.     | [nincs]                  |
| II. kötet  | [nincs]  | 1916       | 92 o.     | [nincs]                  |
| III. kötet | [nincs]  | 1928       | 127 o.    | [nincs]                  |